# Eddie Axberg
Jan Eddie Axberg (født 9. juli 1947 i Stockholm) er en svensk skuespiller, der har medvirket i mere end 50 film. Han er nok mest kendt for sin rolle som Robert i filmene Udvandrerne (1971) og Nybyggerne (1972), der er instrueret af Jan Troell. For denne rolle vandt han en Guldbagge for bedste skuespiller ved prisuddelingen i 1972.
Ved siden af skuespil har Axberg også arbejdet som lydtekniker i forskellige filmproduktioner.

## Udvalgt filmografi
- Musik i mørket (1963, ukrediteret)
- Giftsnogen (1966)
- Heja Roland! (1966)
- Her har du dit liv (1966)
- Udvandrerne (1971)
- Nybyggerne (1972)
- En enkel melodi (1974)
- Maria (1975)
- En fyr og hans pige (1975)
- Brødrene Løvehjerte (1977, ukrediteret)
- Manden der blev millionær (1980)
- Skrald (1981)
- Rasmus på farten (1981)
- Pelle Haleløs (animationsfilm, 1981)
- P & B (1983)
- Pelle Haleløs i Amerikat (animationsfilm, 1985)
- Alle vi børn i Bulderby (1986, ukrediteret)
- Black Jack (1990, ukrediteret)
- Juloratoriet (1996)
- Små mirakler og store (2006)
- Maria Larssons evige øjeblik (2008)
- Dom over død mand (2012)